# كلاتة جوين (ميانكوه)
كلاتة جوين (بالفارسية: کلاته جوین) هي قرية تقع في إيران في خراسان رضوي. يقدر عدد سكانها بـ 94 نسمة بحسب إحصاء 2016.